# Direitos humanos no Mali

Localização do Mali.

No Mali, existe elevada taxa de violações dos direitos humanos. A causa destas violações são por o Mali ser o epicentro de uma crise que se espalhou para outras regiões. Os direitos humanos, são direitos básicos de todos os seres humanos e estes são fundamentais.